# Johnny Adams

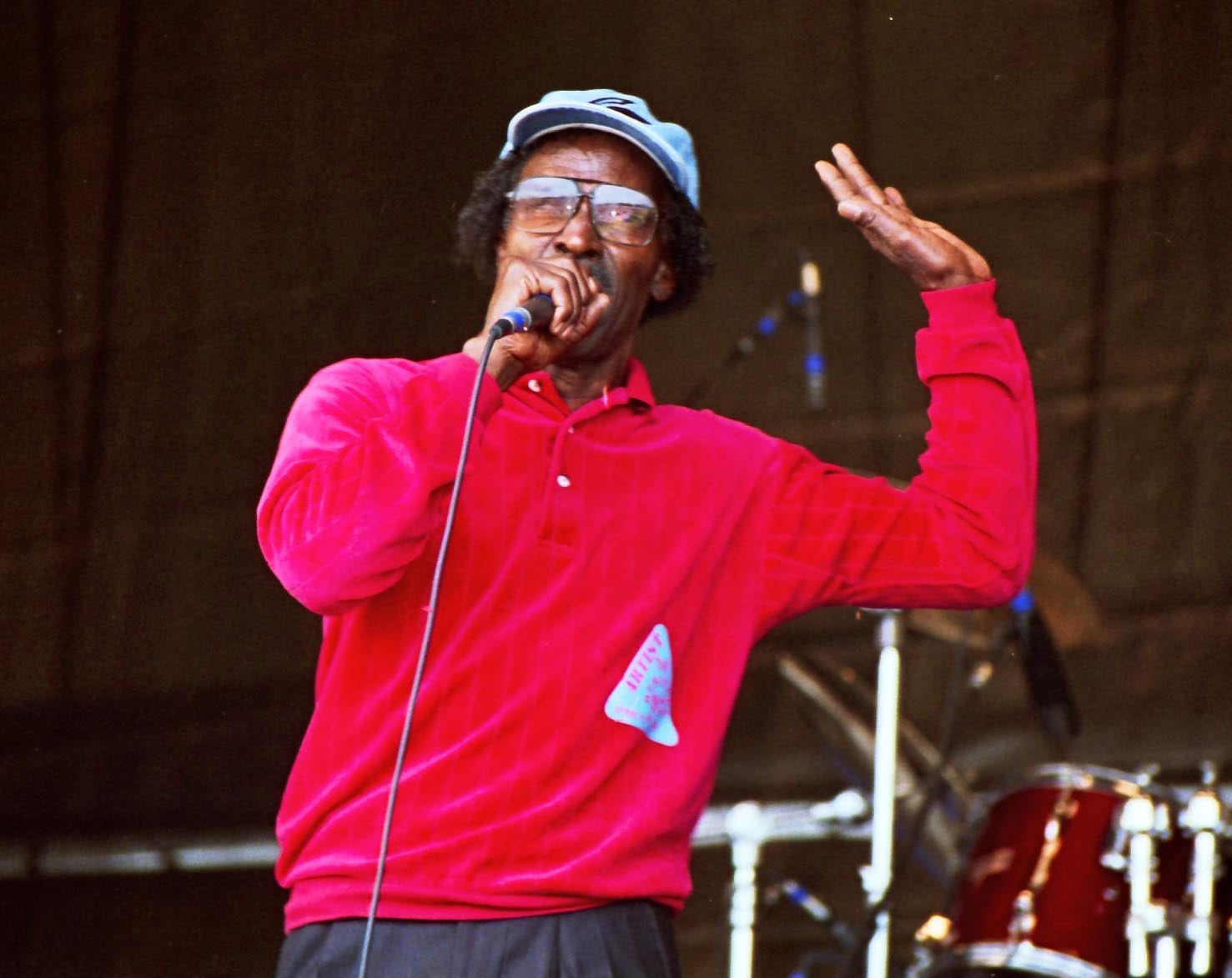
Johnny Adams (1997)

Laten Johnny Adams (* 5. Januar 1932 in New Orleans; † 14. September 1998 in Baton Rouge) war ein US-amerikanischer Blues-Sänger. Wegen der erstaunlichen Bandbreite seiner Stimme trug er den Spitznamen „Tan Canary“ („brauner Kanarienvogel“). 

## Karriere
Sein Stil war von der Gospel-Musik beeinflusst, mit der er seine Karriere begann, doch wechselte er 1959 zu weltlicher Musik und landete mit Dorothy La Bostries Komposition I Won’t Cry einen lokalen Hit. 1968 und 1969 folgten seine größten Erfolge mit Release Me und vor allen Dingen Reconsider Me.
In den 1980er und 1990er Jahren nahm Johnny Adams mehrere preisgekrönte Alben bei Rounder Records auf, die in Deutschland zum größten Teil auf Zensor erschienen. Noch 1997 war er Gaststar für das Album R + B = Ruth Brown. Nach einem langen Krebsleiden starb er 1998 in Baton Rouge.

## Diskografie (Auswahl)
Singles

| Jahr | Titel Album                  | Höchstplatzierung, Gesamtwochen, AuszeichnungChartplatzierungen (Jahr, Titel, Album, Platzierungen, Wochen, Auszeichnungen, Anmerkungen) | Höchstplatzierung, Gesamtwochen, AuszeichnungChartplatzierungen (Jahr, Titel, Album, Platzierungen, Wochen, Auszeichnungen, Anmerkungen) | Anmerkungen |
| Jahr | Titel Album                  | US | R&B | Anmerkungen |
| ---- | ---------------------------- | --- | --- | ----------- |
| 1962 | A Losing Battle –            | — | R&B27 (5 Wo.)R&B |             |
| 1968 | Release Me –                 | US82 (3 Wo.)US | R&B34 (6 Wo.)R&B |             |
| 1969 | Reconsider Me –              | US28 (8 Wo.)US | R&B8 (12 Wo.)R&B |             |
| 1969 | I Can’t Be All Bad –         | US89 (2 Wo.)US | R&B45 (3 Wo.)R&B |             |
| 1970 | I Won’t Cry –                | — | R&B41 (5 Wo.)R&B |             |
| 1978 | After All The Good Is Gone – | — | R&B75 (8 Wo.)R&B |             |